# سد زويتينة
سد زويتينية هو سد في تونس تم تشييده سنة 1999. تبلغ مساحة حوضه 177 كم مربع. ويقدر على تخزين 59,180 مليمتر مكعب. أما معدل المساهمة السنوية فيبلغ 74,528 مليمتر مكعب. ويقع في الشمال الشرقي البلاد.

## المصدر
- السدود التونسية نسخة محفوظة 28 سبتمبر 2007 على موقع واي باك مشين.